# Paraulopus oblongus
Espèce
Statut de conservation UICN

 LC 15 août 2019 : Préoccupation mineure
Paraulopus oblongus est une espèce de poissons marins téléostéens de la famille des Paraulopidae.

## Systématique
L'espèce Paraulopus oblongus a été décrite pour la première fois en 1953 par l’ichtyologue japonais Toshiji Kamohara (d).
Le nom valide complet (avec auteur) de ce taxon est Paraulopus oblongus (Kamohara, 1953).

### Synonymie
Selon Catalogue of Life (10 mai 2025) et World Register of Marine Species (30 décembre 2024) :
- Chlorophthalmus oblongus Kamohara, 1953

## Description
Paraulopus oblongus possède un corps allongé qui varie de 6,88 à 8,54 cm, et dont l'holotype mesure 7,89 cm
Paraulopus oblongus possède un ventre clair, et qui s'assombrit sur les côtés, garnies de multiples taches noires ainsi qu'un dos sombre garnie de multiples taches blanches.
L'espèce présente des bandes noires aux extrémités de la nageoire dorsale et des nageoires pelviennes, une nageoire caudale noire cerclée de bandes blanches
Paraulopus oblongus possède une langue garnie de deux rangées de petites dents caniniformes, situées majoritairement à l'avant.

## Répartition
Cette espèce se croise dans l’Océan Pacifique, au large du Japon, de l’Indonésie et de la Malaisie.

## Étymologie
Son épithète spécifique, oblongus , du latin oblongus, « oblong » fait référence à la forme allongée de son corps.

## Publication originale
- (en + ja) Toshiji KAMOHARA, « A Review of the Fishes of the Family Chlorophthalmidae found in the Waters of Japan », Japanese Journal of Ichthyology, vol. 3,‎ 1953, p. 1 à 6 (ISSN 0021-5090 et 1884-7374, DOI 10.11369/JJI1950.3.1).